# Sibylle Kefer

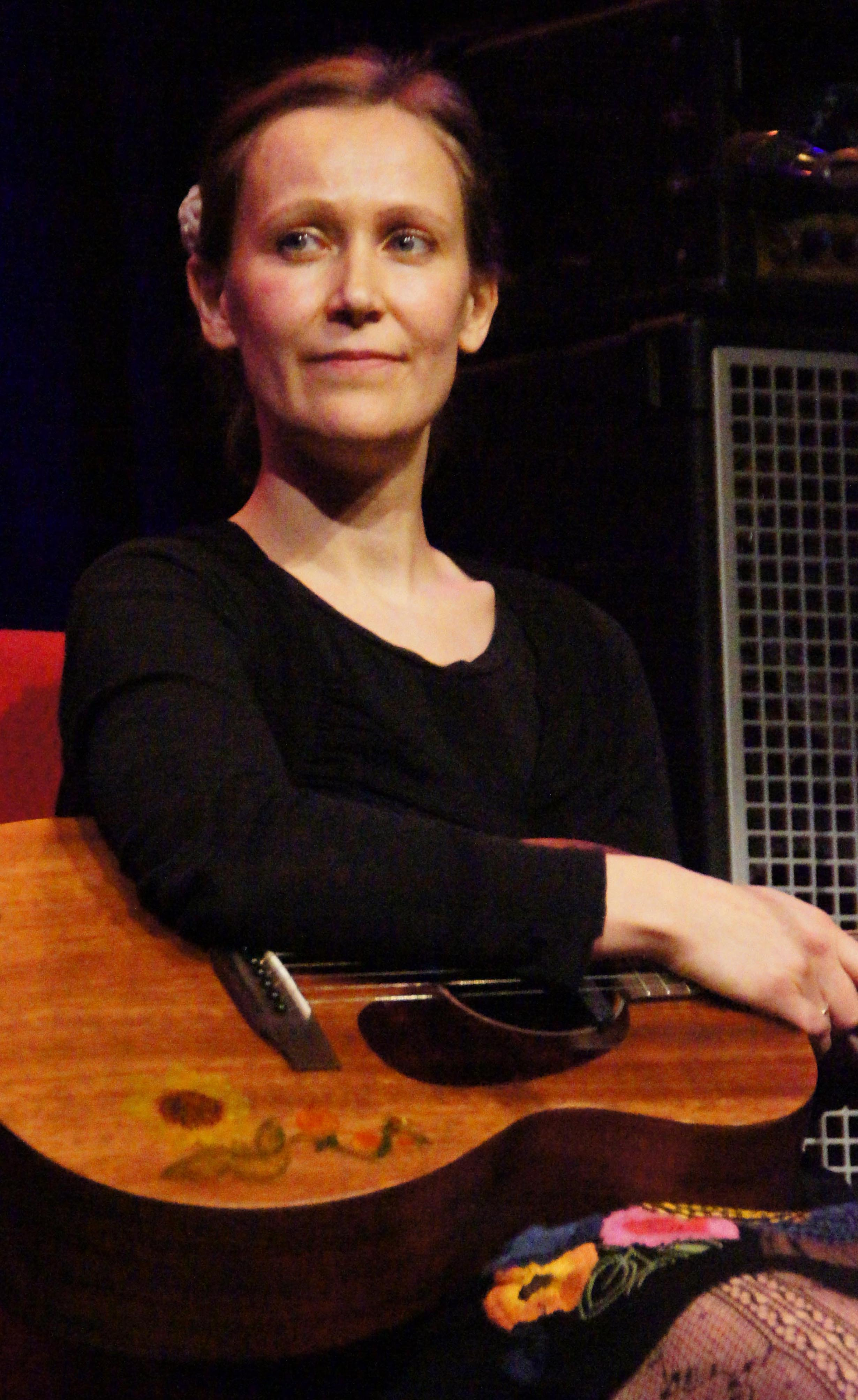
Sibylle Kefer, Porgy&Bess, 2013.

Sibylle Elisabeth Kefer (* 1976 in Bad Ischl, Oberösterreich) ist eine österreichische Musikerin und Musiktherapeutin.

## Leben

### Jugend und Ausbildung
Geboren in Bad Ischl und aufgewachsen im Salzkammergut nahm Kefer ab dem fünften Lebensjahr Blockflötenunterricht. Mit zehn Jahren begann sie Querflöte zu lernen und mit 14 auch Klavier. Im selben Jahr übernahm sie die Leitung der Jugendkapelle Bad Goisern, wurde Flötistin des Bezirksjugendorchesters Gmunden und beim Jeunesse Orchester Camp. An der Landesmusikschule Bad Goisern nahm sie daneben zwei Jahre lang Schlagzeugunterricht.

### Karriere
1995 begann sie die Ausbildung zur Musiktherapeutin an der Universität für Musik und darstellende Kunst in Wien. Musikalisch wandte sie sich in dieser Zeit dem Jazz zu, war von 1995 bis 1998 Solistin beim Jazzchor Wien und absolvierte eine Reihe von Jazz-Lehrgängen (u. a. bei Ines Reiger, Jörg Seidel und Agnes Heginger). Nach Abschluss des Studiums zur akademisch geprüften Musiktherapeutin im Jahr 2000 begann sie in diesem Beruf im SOS-Kinderdorf-Therapiezentrum „Bienenhaus“ in Hinterbrühl bei Wien zu arbeiten und studierte am Wiener Gustav-Mahler-Konservatorium Jazzgesang bei Sumitra Nanjundan und Leila Thigpen.
2002 begann ihre Laufbahn als Flötistin und Sängerin bei der Band Ausseer Hardbradler, der sie bis zu deren Auflösung 2004 angehörte. Mit den Hardbradlern, einer der erfolgreichsten Bands im Bereich der Neuen Volksmusik, gewann sie 2003 einen Amadeus Austrian Music Award als beste österreichische Band. 2004 folgte eine weitere Nominierung in dieser Kategorie.
Es folgte die Teilnahme an verschiedenen österreichischen Band-Projekten, unter anderem bei der B-Funk Family und als Sängerin und Flötistin bei Ernst Molden & Band. Seit 2005 unterrichtet sie als Dozentin für Jazzgesang am Gustav-Mahler-Konservatorium.
2007 erschien Kefers erstes Solo-Album, Alice im Wunderland, das sie unter dem Projektnamen SiE veröffentlichte. Die von ihr selbst getexteten und komponierten Lieder, großteils in Standarddeutsch vorgetragen, je ein Mal auch im Dialekt und auf Englisch, bewegen sich zwischen teils experimentellem Pop und Anklängen aus Jazz und Funk. Gesang, Flöte und  Klavier stammen von Kefer, daneben wirkten der frühere Gitarrist und Produzent der Ausseer Hardbradler Ernst Gottschmann, der Jazzbassist Alex Meissl und Schlagzeuger Herbert Pirker, sowie als Gastmusiker Clemens Wenger (Piano), Clemens Salesny (Saxophon, Bassklarinette), Christian Eidlhuber (Geige) und Brian Leonard (Akustikgitarre, Backgroundgesang) bei den Aufnahmen mit.

## Diskografie (Auswahl)

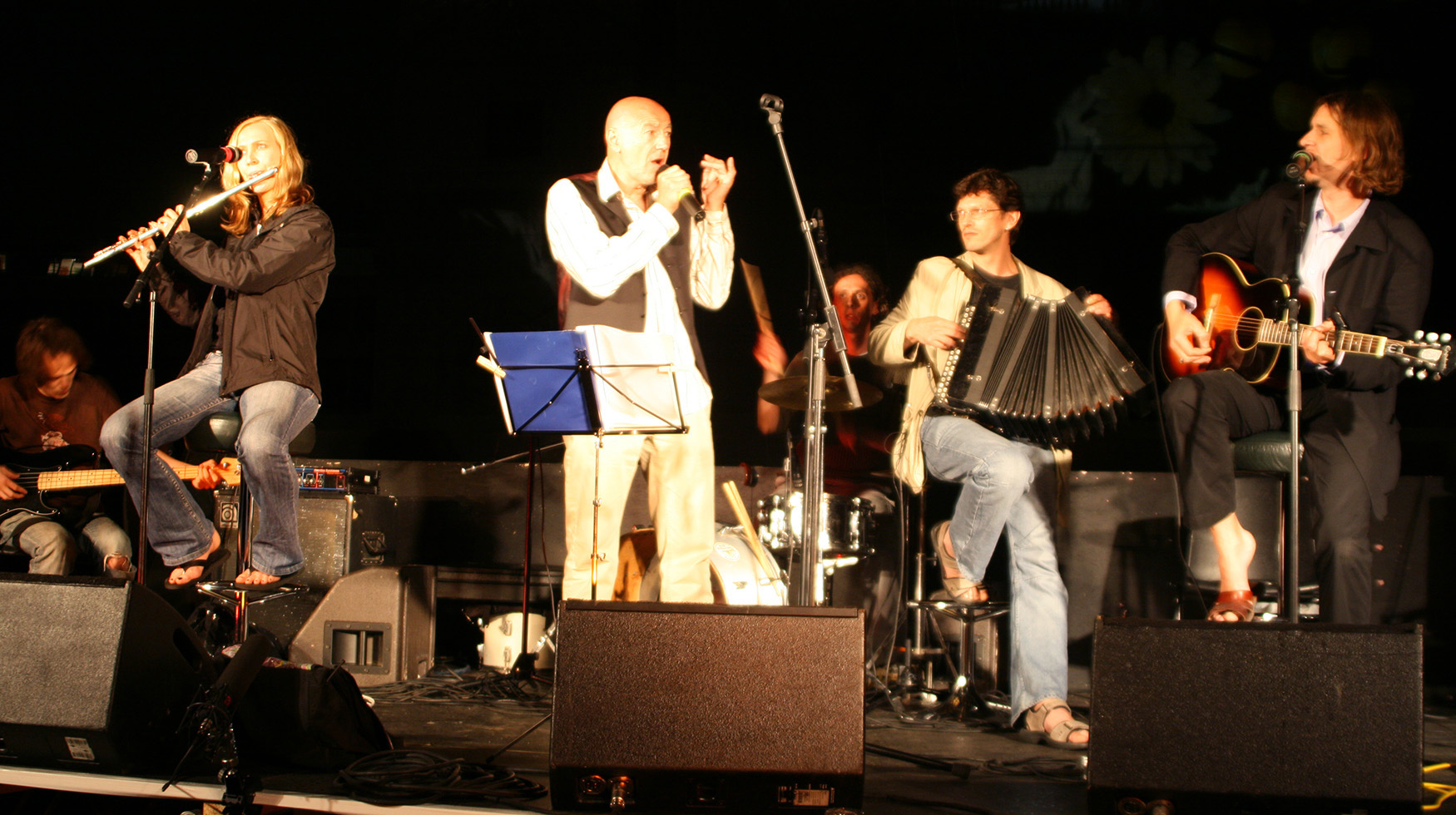
Mit Ernst Molden & Band feat. Willi Resetarits und Walther Soyka (Wien 2008)

- Bezirksjugendorchester Gmunden: Grand Canyon (1994)
- Jazzchor Wien: Gospel heaven (1997)
- Jazzchor Wien: Debut in time (1998)
- Windmill Street: On A Wire (1999)
- B-Funk Family: The Return of Watzmann (2001)
- Ausseer Hardbradler: CUBA (2003)
- Ausseer Hardbradler: Volkspunk (2004)
- Ausseer Hardbradler: Live in Concert (2005)
- Alternative for Asia: Don’t close your eyes (2005)
- Ernst Molden: Bubenlieder (2006)
- Ray Shames: Ray Shames (2007)
- SiE (Pseudonym von S. Kefer): Alice im Wunderland (2007)
- Ernst Molden: Es Lem (2011)
- Sibylle Kefer: Weg (sie-records, 2011)
- Sibylle Kefer: considerably reduced (sie-records, 2012)
- Sibylle Kefer: Hob i di (BaderMoldenRecordings, 2017)
- Sibylle Kefer: sibylle kefer (sie-records, 2019)
- Sibylle Kefer: Hoid (medienmanufaktur wien, 2023)[1]